# Mohammed Rafi
Mohammed Rafi, né à Kotla Sultan Singh (près de Amritsar, au Pendjab) le 24 décembre 1924 et mort le 31 juillet 1980, est un chanteur de playback indien. 
Il détiendrait le record mondial du nombre d'enregistrements musicaux par un chanteur, avec 26 000 titres, dont 440 avec sa collègue Lata Mangeshkar qui, elle, détient le record absolu du nombre d'enregistrements (40 à 50 000).

## Récompenses
- Filmfare Awards
  - 1961 : Meilleur chanteur de playback pour Chaudhvin Ka Chand Ho Ya Aftab Ho... (Chaudhvin Ka Chand)
  - 1962 : Meilleur chanteur de playback pour Teri Pyari Pyari Surat (Sasural)
  - 1965 : Meilleur chanteur de playback pour Chahunga Main Tujhe (Dosti)
  - 1967 : Meilleur chanteur de playback pour Baharon Phool Barsao (Suraj)
  - 1969 : Meilleur chanteur de playback pour Dilke Jharoke Mein (Brahmachari)
  - 1978 : Meilleur chanteur de playback pour Kya Hua Tera Vada (Hum Kisi Se Kum Nahin)